# Benjamin Raue (Schauspieler)
Benjamin Raue (* 30. Dezember 2001 in Berlin) ist ein deutscher Schauspieler.

## Leben und Wirken
Raue wurde als Sohn der Opernsängerin und Autorin Barbara Raue-Flajs mit dem Down-Syndrom geboren. Um sich seinen großen Traum zu erfüllen, Schauspieler zu werden, wurde er von seinem Stiefvater dem Schauspieler Cyrus Rahbar gefördert und unterstützt und hat seit 2015 eine professionelle Schauspielagentur und besucht seitdem einen Schauspielkurs an der Berliner Schauspielschule für Film und Fernsehen, nimmt regelmäßig Stimm- und Sprechtraining, mehrere Praktika am Ramba Zamba Theater in Berlin und nahm an einem Musik-Workshop teil und absolvierte Schauspielcoachings sowohl bei Maria Lazaridou in Hamburg als auch bei Sarah Maria Besgen in Berlin.
In zwei Werbefilmen hatte er 2020 und 2021 seine ersten Rollen. Neben Anna Maria Sturm, Sebastian Ströbel und Juliane Siebecke ist er als einer der Hauptdarsteller im ZDF-Zweiteiler Herzstolpern zu sehen, der am 7. und 8. Mai 2023 im Abendprogramm des Senders ausgestrahlt wurde. In der Reportagereihe Einfach Mensch, in der Menschen mit Behinderung und sozial Benachteiligte ihre Geschichte erzählen, wurden Raue und seine Kollegin Juliane Siebecke in der Folge vom 6. Mai 2023 porträtiert. 
2023 übernahm Raue eine Episodenhauptrolle für die ZDF-Krimiserie "SOKO Leipzig - Hautnah" und 2024 spielte er die Rolle des Bruders von Sebastian Fritz für die ZDF-Serie "Marie fängt Feuer - Brüder".
Nach einer erfolgreichen Aufnahmeprüfung an der „STARTER – Berliner Schauspielschule für Film & Fernsehen“ trat im September 2023 Benjamin Raue seine Schauspielausbildung an. Somit ist er der erste Mensch mit Down-Syndrom (Trisomie 21), der an einer regulären Schauspielschule ausgebildet wird.
Seit 2024 ist Benjamin Raue auch als Synchronsprecher tätig.

## Filmografie
- 2020: BMG – #WirBleibenZuhause (Werbefilm)
- 2021: BMG – Hello Again. #ÄrmelHoch. Jetzt impfen lassen! (Werbefilm)
- 2023: Herzstolpern – Aufbruch nach Italien (Fernsehfilm)
- 2023: Herzstolpern – Neustart ins Leben (Fernsehfilm)
- 2023: Einfach Mensch – Juliane Siebecke und Benjamin Raue. Wir lieben die Bühne!
- 2024: Caritas – Ambulante Pflege Kampagne – Deshalb Pflege! (Imagefilm)
- 2025: SOKO Leipzig – Hautnah (Fernsehserie)
- 2025: Marie fängt Feuer – Brüder (Fernsehserie)